# 英語教授研究所
英語教授研究所（えいごきょうじゅけんきゅうじょ、The Institute for Research in English Teaching） は1923年（大正12年）5月23日に文部省英語教授顧問ハロルド・パーマーを初代所長として文部省内に設立された。英語教育を専門として設立された世界初の研究機関である。岡田良平文部大臣が名誉総裁、澤柳政太郎と松方幸次郎が副総裁だった。1942年（昭和17年）3月に語学教育研究所と改称して、現在も精力的に活動している。

## 研究所設立の経緯
来日当初、パーマーを官立学校で教員養成を担当させようという意見と、文部省で日本の英語教育全体のために研究や指導をしてもらおうという意見があったが、結局、後者が採用された。来日翌月の1922年5月、東京帝国大学で10回に亘る"Modern Methods of Language Teaching"と題する講演を行ったのをはじめ、各地で講演をするようになった。ミッションスクールのアメリカ人教師などから相談を受ける他、各地から文書による相談や訪問者が来るようになった。そこで、何らかの機関を作ってもらいたいと言う声が起こり、1923年2月に、J. V. Martin、Darley Downs、W. R. F. Stierなどがパーマー宅を訪れ"An Association for the Promotion of Research in English Teaching"（仮称）の設立を構想した。相談を受けた澤柳博士は、石川林四郎の参加を求めた。また千葉勉（東京外語）、星野あい（津田塾）、木村重治（立教）、堀英四郎（慶應）、荒木茂（学習院）、小松原隆二（文部省）も参加した。三上参次（東京帝国大学）や市河三喜（東京帝国大学）らが顧問となった。Dr. Spencer Kennard（早稲田）他、数人のアメリカ人教師も研究員となった。
松方の他、日東蓄音機株式会社社長の森下辰之助からも経済的援助を受け、名称を"The Institute for Research in English Teaching"と決定し1923年5月に発足した。

## 1923年（大正12年）
- 5月　Palmer講演「Intonationについて」（8回連続、東京高等師範学校）
- 6月　Palmer講演「Speech Learning Habitsについて」（京都府主催講習会）
- 7月　Palmer講演（東京外国語学校講習会）
- 10月 Palmer講演（福岡県教育会）
- 10月 Palmer講演（香川県教育会）
- 10月 Palmer講演（徳島県教育会）
- 11月 Palmer講演（広島高等師範学校）
- 12月 英語教育の実態調査委員会設置
- 12月 "Teaching of English in the Light of a New Theory of Linguistics"（10日、成城学校）

## 1924年（大正13年）
- 4月　Palmer講演（大阪YMCA）
- 5月　Palmer講演（大阪府教育会）
- 10月 第1回大会（17日〜18日、成城学校）

## 1925年（大正14年）
- 3月　神保格講演
- 8月　軽井沢講習会（10日〜14日）（Palmer、Frederic W. Brown）
- 11月 第2回大会（19日〜21日、青山会館）
- 12月 諮問事項に対する答申書を文部大臣に提出

## 1926年（大正15年、昭和元年）
- 1月　Palmer講演（東京府教育会）
- 2月　Palmer講演（早稲田大学附属早稲田高等学院）
- 3月　Palmer講演（大阪英文毎日）
- 3月　Palmer講演（朝鮮、満州）
- 4月　Palmer講演（仏教青年会）
- 10月 第3回英語教授研究大会（21日〜23日、日本青年館）
- 12月 Palmer講演（東京高等師範学校）

## 1927年（昭和2年）
- 1月　Palmer講演（長崎高等商業学校）
- 2月　第3回大会で決議された建議を文部大臣に伝達
- 2月　Palmer講演（東京府教育会講習会）
- 7月　Palmer講演（軽井沢夏期大学）
- 10月 Palmer講演（東京高等師範学校）
- 10月 第4回大会（17日〜19日、東京高等師範学校）
- 12月 澤柳政太郎理事長永眠

## 1928年（昭和3年）
- 1月　櫻井錠二理事長就任
- 1月　Palmer講演（同志社大学）
- 2月　Palmer講演（東京高等師範学校）
- 4月　新教授法講習会（4月17日〜6月21日）（講師：Palmer）
- 10月 第5回大会（11日〜13日、東京市立一中）

## 1929年（昭和4年）
- 3月　第5回大会で決議された建議を文部大臣に伝達
- 6月　語学レコード部を設ける
- 10月 第6回大会（24日〜26日、東京教育会館）

## 1930年（昭和5年）
- 3月　The Bulletin No. 62に邦文欄を設ける
- 10月 Palmer講演（大阪）
- 10月 第7回大会（23日〜25日、東京教育会館）
- 11月 Palmerが自由学園の英語教育を指導開始

## 1931年（昭和6年）
- 2月　講演会（講師：L. Faucett、東京外語）
- 10月 第8回大会（15日〜16日、東京高等師範学校）
- 12月 第8回大会で決議された建議を文部大臣に伝達

## 1932年（昭和7年）
- 10月 講習会（10日〜12日、講師：Palmer、石川林四郎、千葉勉、堀英四郎、西村稠、沢村寅二郎）
- 10月 第9回大会（13日〜15日、日比谷公会堂）

## 1933年（昭和8年）
- 7月　文部省移転にともない研究所も移転（神田橋際から虎の門新庁舎へ）
- 10月 第10回大会（16日〜18日、一橋講堂）

## 1934年（昭和9年）
- 1月　Decennary Commemorative Volume（研究所創立10周年記念論文集）
- 4月　A・S・ホーンビーがPalmerの研究助手となる。
- 5月　講演会（講師：石川林四郎、神保格）
- 9月　Palmer渡米（Carnegie語彙選定委員会出席）
- 10月 第11回大会（18日〜20日、東京文理大）

## 1935年（昭和10年）
- 5月　Palmer渡米（Carnegie語彙選定委員会出席）
- 10月 第12回大会（31日〜11月2日、東京文理大）

## 1936年（昭和11年）
- 3月　Palmer所長辞任（25日）
- 4月　石川林四郎所長就任（1日）
- 4月　A・S・ホーンビーが顧問となる（1日）
- 10月 第13回大会（16日〜18日、東京文理大）

## 1937年（昭和12年）
- 2月　Palmerへ記念品（日本間）を発送
- 2月　櫻井錠二理事長辞任、市河三喜理事長就任（22日）
- 10月 第14回大会（31日〜11月2日、東京府立第3高女）

## 1938年（昭和13年）
- 6月　高等専門学校教師懇談会（東京YMCA）
- 10月 第15回大会（13日〜15日、東京文理大付属小学校）

## 1939年（昭和14年）
- 1月　櫻井錠二前理事長永眠
- 4月　神田男爵記念事業委員会と共同で神田賞懸賞論文募集。
- 8月　石川林四郎所長永眠（31日）
- 9月　市河三喜理事長が所長に、千葉勉理事は理事長に就任（1日）
- 10月 第16回大会（27日〜29日、一橋講堂）

## 第1回英語教授研究大会
- 大正13年10月17日及同18日。東京、成城学校に於て開会。「英語教授研究大会借日程」より。

初日＝10月17日（金曜日）

　午前之部

　9：15－9：30　　 開会及組織

　10：00－12：00　研究所報告　祝辞及演説

　　　　　　　　　 　　事業報告（理事会）

　　　　　　　　 　　　特別報告（所長）

　　　　　　　　　 　　祝辞及演説（教育界及諸方面の代表的人士）

　12：00－13：30　交歓昼食会

　午後之部

　14：00－16：00　研究報告（会員有志）　在外会員挨拶披露

　　　　　　　　　　 　所感（所長）

　18：00－20：30　懇親会（次第は委員之を定む）
次日＝10月18日（土曜日）

　午前之部　　　　　授業実演

　9：15－9：50　　　  用書「Thinking in English」

　　　　　　　　　　　　授業担当者　ジェー・ヴィクトル・マーテン

　10：00－10：35　　用書「English through Actions.」

　　　　　　　　　　　　授業担当者　ジェー・ヴィクトル・マーテン

　10：45－11：00　　講演「発音記号教授上の注意」

　　　　　　　　　　　　講演者　ハロルド・イー・パーマ

　11：15－11：50　　発音教練担当者　ハロルド・イー・パーマ

　　　　　　　　　　　　 目的…「外国語の発音を初めて教授するに当たりて適用すべき操程」

　午後之部　　　　　 自由論壇（次第は委員之を定む、論題等は前日書面を以て委員に提出の事）

　14：00－15：30　　英語教授法に関する意見の交換

　15：30－17：00　　困難事項の指示及之に対する答解

　17：30－19：00　　交歓夕食会

　19：00－20：30　　会員協議会及閉会事務　次第は委員之を定む、討議題は協議会開会前に提出する事

## 英語教育の実態調査委員会
委員長は澤柳政太郎博士で、5部に分かれていた。

### 第1部・英語教育の目的
頭本元貞、加藤直士、沢田節蔵、T. Satchell

### 第2部・中等、高等専門の各学校の英語科
長屋順耳、金沢久、木村重治、楢崎浅太郎、M. Z. Pider、L. Lindsay、松本亦太郎

### 第3部・日本人教師
安井てつ、A. Hartshorne、向軍治、岡倉由三郎、市河三喜、千葉勉、石川林四郎、小松原隆二、星野あい

### 第4部・外人教師
Paul Gerhard

### 第5部・発音
E. Gauntlett、R. Nichols、Swift、J. V. Martin